# Emoia atrocostata
Espèce
Synonymes
- Scincus atrocostatus Lesson, 1830
- Eumeces freycinetii Duméril & Bibron, 1839
- Mocoa cumingi Gray, 1845
- Euprepes bitaeniatus Peters, 1864
- Mabouya jerdoniana Stoliczka, 1870
- Eumeces singaporensis Steindachner, 1870
- Euprepes parietalis Peters, 1871
- Euprepes microstictus Peters, 1874
- Mabouia marmorata Macleay, 1877
- Mabouia irrorata Macleay, 1877
- Eumeces serratus Fischer, 1886
- Lygosoma sinus Smith, 1929
- Lygosoma buergersi Vogt, 1932
- Papuascincus buergersi (Vogt, 1932)
- Emoia manni Brown, 1948

Emoia atrocostata est une espèce de sauriens de la famille des Scincidae.

## Répartition
Cette espèce se rencontre :
- au Japon dans l'archipel Nansei et à Taïwan ;
- aux Philippines, en Indonésie, en Malaisie, à Singapour, au Viêt Nam et sur l'île Christmas ;
- en Papouasie-Nouvelle-Guinée, aux Salomon, au Vanuatu et aux îles Carolines.
- en Australie dans la péninsule du cap York au Queensland.

## Liste des sous-espèces
Selon The Reptile Database (12 avril 2013) :
- Emoia atrocostata atrocostata (Lesson, 1830)
- Emoia atrocostata australis Brown, 1991
- Emoia atrocostata freycineti (Duméril & Bibron, 1839)

## Publications originales
- Brown, 1991  : Lizards of the genus Emoia (Scincidae) with observations on their evolution and biogeography.  Memoirs Of The California Academy Of Sciences, vol. 15, p. 1-94 (texte intégral).
- Duméril & Bibron, 1839 : Erpétologie Générale ou Histoire Naturelle Complète des Reptiles. vol. 5, Roret/Fain et Thunot, Paris, p. 1-871 (texte intégral).
- Lesson, 1830 : Description de quelques reptiles nouveaux ou peu connus. Voyage Autour du Monde Execute par Ordre du Roi, sur la Corvette de La Majeste, La Coquille, exécuté Pendant les Annees 1822, 1823, 1824 et 1825, vol. 2, no 1, p. 1-65, Arthur Bertrand, Paris.